# Habitatges al carrer del Ferrocarril (Sant Joan Despí)
Els Habitatges al carrer del Ferrocarril és una obra de Sant Joan Despí (Baix Llobregat) inclosa a l'Inventari del Patrimoni Arquitectònic de Catalunya.

## Descripció
Carrer orientat al Nord, tot mirant la línia del ferrocarril de la qual n'hi separen pocs metres. Es conserva totalment i el seu ús és encara, exclusivament, destinat a habitatges. Va començar a ser edificat l'any 1925 i s'hi troben, per un costat, cases entre mitgeres de planta baixa i pis (amb jardí al darrere)i per l'altre cases aïllades. Han intervingut entre d'altres arquitectes: A. Tintoré Alerm (1925), Josep Masdeu (1928) i Melchor Viñals (1931).